# Hans Meiser (Talkshow)
Hans Meiser ist der Name einer Talkshow, die in den 1990er Jahren im Nachmittagsprogramm des privaten Fernsehsenders RTL ausgestrahlt wurde.

## Vorgeschichte und Wirkung
Die von dem Moderator Hans Meiser präsentierte gleichnamige Sendung war die erste sogenannte Nachmittagstalkshow im deutschen Fernsehen. Erstausstrahlung von Hans Meiser war am 14. September 1992 um 16.00 Uhr. Der große Erfolg dieser Sendung – in Spitzenzeiten hatte sie über 40 % Marktanteil – führte zu einer Flut von Talkshows im Nachmittagsprogramm mehrerer deutscher Fernsehsender. Allein RTL hatte zu Spitzenzeiten bis zu fünf derartiger Sendungen im Programm.

## Inhalt
Wie in vielen später gestarteten Talksendungen ging es auch bei Hans Meiser überwiegend um triviale Alltagsthemen meist unbekannter Personen.

## Ende der Sendung
Nachdem mit der Jahrtausendwende die Popularität der Nachmittagstalkshows spürbar zurückgegangen war, nahm RTL immer mehr dieser Sendungen aus dem Programm. Nach der Absetzung der Talkshow Birte Karalus wurden die Sendungen Bärbel Schäfer und Hans Meiser ab dem 4. September 2000 eine Stunde früher ausgestrahlt. Auf dem Sendeplatz um 15:00 Uhr lief Hans Meiser nur noch ein halbes Jahr lang, bis schließlich am 16. März 2001 die letzte Ausgabe der Sendung ausgestrahlt wurde.
Mit rund 1.700 Folgen ist Hans Meiser eine der am längsten gelaufenen deutschen Talkshows.

## Auszeichnungen
Die Sendung Hans Meiser erhielt im Jahre 1993 mehrere renommierte Auszeichnungen: Goldene Kamera, Goldenes Kabel, Bambi und Publikumslöwe von RTL.

## Wissenswertes
- In der Sendung Hans macht dich zum VIVA-Star am 29. September 1999 wurde der später erfolgreiche Comedian Oliver Pocher entdeckt.